# Клінтон (Юта)
Клінтон (англ. Clinton) — місто (англ. city) в США, в окрузі Девіс штату Юта. Населення — 23 386 осіб (2020).

## Географія
Клінтон розташований за координатами 41°8′19″ пн. ш. 112°3′59″ зх. д. / 41.13861° пн. ш. 112.06639° зх. д. (41.138740, -112.066417).  За даними Бюро перепису населення США в 2010 році місто мало площу 15,15 км², з яких 15,15 км² — суходіл та 0,00 км² — водойми.

## Демографія
Згідно з переписом 2010 року, у місті мешкало 20 426 осіб у 5990 домогосподарствах у складі 5075 родин. Густота населення становила 1348 осіб/км².  Було 6175 помешкань (408/км²).
Расовий склад населення:
| - 88,3 % — білих - 2,3 % — азіатів - 1,3 % — чорних або афроамериканців - 0,5 % — корінних американців - 0,4 % — вихідців з тихоокеанських островів - 3,8 % — осіб інших рас |

До двох чи більше рас належало 3,4 %. Частка іспаномовних становила 11,3 % від усіх жителів.
За віковим діапазоном населення розподілялося таким чином: 37,0 % — особи молодші 18 років, 57,9 % — особи у віці 18—64 років, 5,1 % — особи у віці 65 років та старші. Медіана віку мешканця становила 28,1 року. На 100 осіб жіночої статі у місті припадало 101,7 чоловіків;  на 100 жінок у віці від 18 років та старших — 98,1 чоловіків також старших 18 років.
Середній дохід на одне домашнє господарство  становив 77 356 доларів США (медіана — 72 900), а середній дохід на одну сім'ю — 80 377 доларів (медіана — 75 625). Медіана доходів становила 52 448 доларів для чоловіків та 37 565 доларів для жінок. За межею бідності перебувало 4,1 % осіб, у тому числі 4,5 % дітей у віці до 18 років та 2,6 % осіб у віці 65 років та старших.
Цивільне працевлаштоване населення становило 10 157 осіб. Основні галузі зайнятості: освіта, охорона здоров'я та соціальна допомога — 20,4 %, публічна адміністрація — 15,9 %, виробництво — 14,4 %.